# Regierung Denkow
Die Regierung Denkow bildete vom 6. Juni 2023 bis zum 9. April 2024 die Regierung der Republik Bulgarien. Sie war die 102. Regierung Bulgariens und wurde nach der Parlamentswahl in Bulgarien 2023 von den beiden stärksten parlamentarischen Fraktionen GERB-SDS und PP-DB gebildet. Sie wurde damit von mehreren proeuropäischen Parteien getragen, die im Parlament über eine Mehrheit verfügen. Trotzdem wurde sie nicht als Koalitionsregierung bezeichnet.
Hauptziel des Bündnisses war, die politische Krise in Bulgarien, die zwischen 2020 und 2023 zu fünf Parlamentswahlen geführt hatte, zu überwinden und den in dieser Zeit von dem Präsidenten Rumen Radew eingesetzten Interimsregierungen ein Ende zu setzen. In den ersten neun Monaten bestand eines der vorrangigen Ziele der Regierung darin, dem Parlament genügend Zeit zu geben, um die Justizreform durch Verfassungsänderungen im Bereich des Justizwesens durchzuführen sowie entsprechende Gesetze zur Einführung des Euro und Aufnahme in den Schengen-Raum zu beschließen. Weitere Hauptprioritäten sind die Inflationsbekämpfung, die Umsetzung der Reformen und Projekte des nationalen Konjunkturprogramms als Teil des EU-Konjunkturprogramms sowie die Verbesserung der Effizienz und Transparenz der kommunalen Verwaltung.
Die Regierung Denkow wurde mit dem zweiten Mandat der Koalition PP-DB gebildet, am 6. Juni vom Parlament mit einer 131-Mehrheit bestätigt und übernahm noch am selben Tag die Geschäftsführung von der kommissarischen Regierung Donew II.
Am 6. März 2024 reichte Nikolaj Denkow, wie während der Regierungsbildung vereinbart, seinen Rücktritt als Regierungschef ein. Die geplante Rotation scheiterte allerdings an GERB, da sie nicht bereit waren einen Koalitionsvertrag einzugehen, um dadurch die notwendigen Reformen in Justiz, Wirtschaft und Nachrichtendienste festzulegen. Als Marija Gabriel dann noch ein Kabinett ohne die Einwilligung mehrerer PP-DB-Politiker die als Ministerposten vorgesehen wurden vorschlug, scheitere die Rotation endgültig. Selbst Nikolaj Denkow verkündete „nie zugestimmt [zu haben], in einem Kabinett mit dieser Zusammensetzung mitzuarbeiten“. Schließlich kündigte Marija Gabriel in einer Erklärung gegenüber dem Parlament nicht mehr für das Amt der Ministerpräsidentin bereitzustehen. Daraufhin wurden Neuwahlen vereinbart und die Übergangsregierung Glawtschew übernahm die Regierungsgeschicke.

## Kabinettsmitglieder
Das Kabinett hatte folgende Mitglieder:
| Amt                                                                                            | Bild | Name                | Partei    |
| ---------------------------------------------------------------------------------------------- | ---- | ------------------- | --------- |
| Ministerpräsident                                                                              |      | Nikolaj Denkow      | PP        |
| Stellvertretende Ministerpräsidentin für das Management der europäischen Fonds Außenministerin |      | Marija Gabriel      | GERB      |
| Finanzminister                                                                                 |      | Assen Wassilew      | PP        |
| Verteidigungsminister                                                                          |      | Todor Tagarew       | parteilos |
| Innenminister                                                                                  |      | Kalin Stojanow      | parteilos |
| Ministerin für regionale Entwicklung und Raumplanung                                           |      | Andrej Zekow        | PP        |
| Ministerin für Arbeit und Sozialpolitik                                                        |      | Iwanka Schalapatowa | parteilos |
| Justizminister                                                                                 |      | Atanas Slawow       | DB        |
| Minister für Verkehr, Informationstechnologie und Kommunikation                                |      | Georgi Gwosdejkow   | PP        |
| Gesundheitsminister                                                                            |      | Christo Chinkow     | parteilos |
| Minister für Bildung und Wissenschaft                                                          |      | Galin Zokow         | parteilos |
| Kulturminister                                                                                 |      | Krastju Krastew     | parteilos |
| Minister für Umwelt und Wasser                                                                 |      | Julian Popow        | parteilos |
| Minister für Land-, Ernährungs- und Forstwirtschaft                                            |      | Kiril Watew         | parteilos |
| Wirtschaftsminister                                                                            |      | Bogdan Bogdanow     | parteilos |
| Energieminister                                                                                |      | Rumen Radew         | parteilos |
| Ministerin für Innovation und wirtschaftliches Wachstum                                        |      | Milena Stojtschewa  | parteilos |
| Ministerin für Tourismus                                                                       |      | Zariza Dinkowa      | ZD        |
| Minister für Jugend und Sport                                                                  |      | Dimitar Iliew       | PP        |
| Minister für digitale Verwaltung                                                               |      | Aleksandar Jolowski | parteilos |